# 委羽山大有宫
委羽山大有宫是一座位于浙江省台州市黄岩区羽山村的委羽山麓的一座道教宫观，现为浙江省文物保护单位。大有宫山门两壁上依稀写有龙虎二字，为民国叶公甫手书。大殿的天井凿有一口宋代古井，刻“瑞井”二字，而厢房西侧亦另有一口丹井，相传为古代道士炼丹取水之用。大有宫后是羽山洞，为道教著名的“天下第二洞天”所在。洞口竖着“薜萝深处”碑，碑文记载民国二十年（1931年）大有宫主持蔡心斋邀请朴道人所书。洞内亦有石碑，上写朱文两行：此洞通东海，有缘到龙宫。据南宋洪迈撰写的《夷坚志》载：淳熙年间（1174年-1189年），天台县樵夫不慎失脚坠入一穴中，走了一日，听见头上有鸣橹声，又走了一日，从黄岩县委羽洞出来。元代陶宗仪亦称，曾有好道之人在洞中行走两日后，听到橹声。

## 名称由来
俗传“大有真人”刘奉林在此处得道成仙，驾鹤升天，因仙鹤飘落羽毛于山顶，故而得名。

## 历史
南宋绍兴年间（1131年-1162年），为委羽山观，由道士董大方主持。但是后来遭到废弃。淳祐癸丑年（1253年），道士王中立参谒第二洞天时梦见委羽仙人，十五年后（1267年）又再次梦见，认为是仙人托梦让其复兴委羽香火。于是奏请朝廷，建大有宫。元朝至元丙子年（1276年），大有宫毁于战争。戊寅年（1278年）易地重建。丙戌年（1286年）迁回原地。明洪武年间（1368年－1398年）大有宫塌毁，仅存正殿。永乐年间（1403年－1424年）仅存的正殿又被风雨摧坏。此后，大有宫有过多次重修的经历。万历年间（1573年－1620年）又重修。清康熙年间（1662年 - 1722年）由天皇寺分拨田亩给大有宫的道士作香火资。

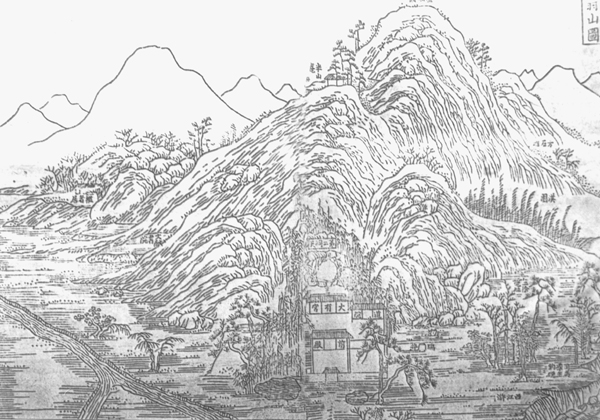
清代大有宫图

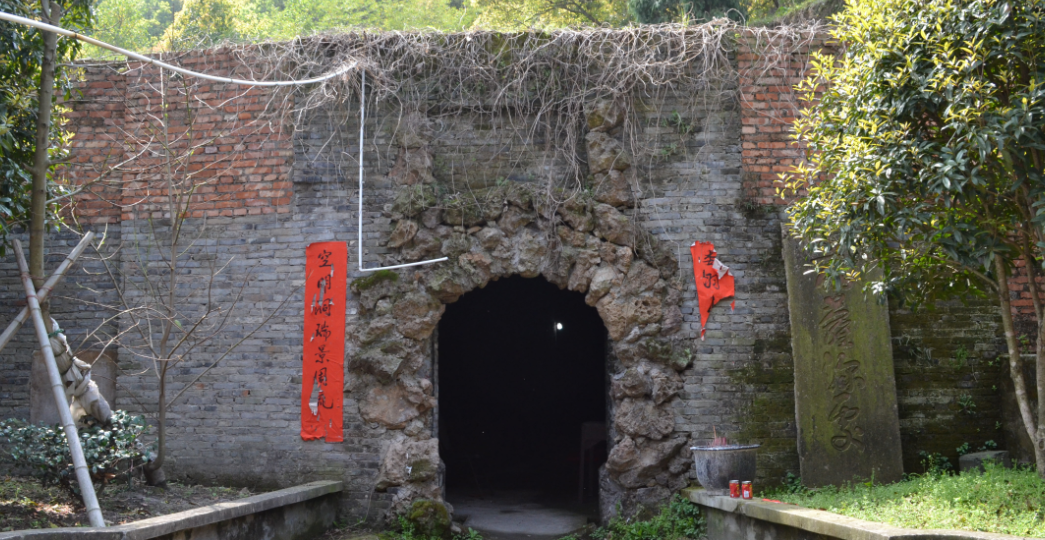
羽山洞的洞口

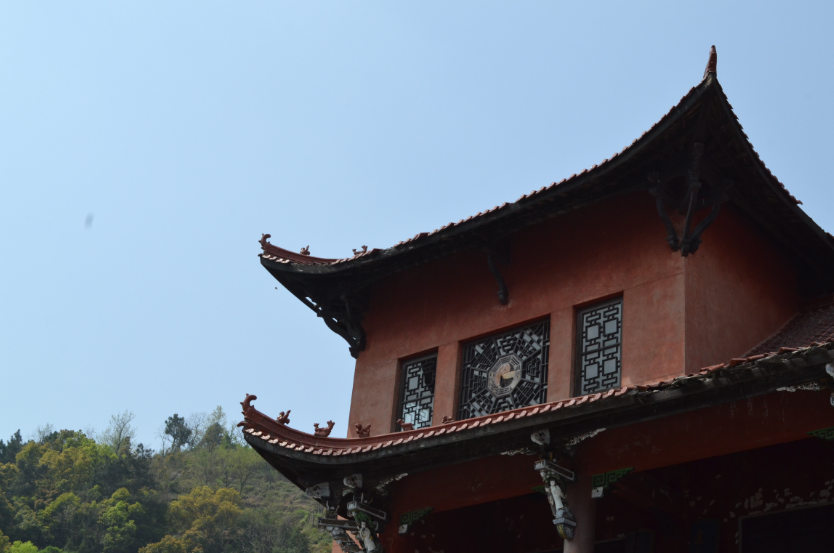
大有宫一角

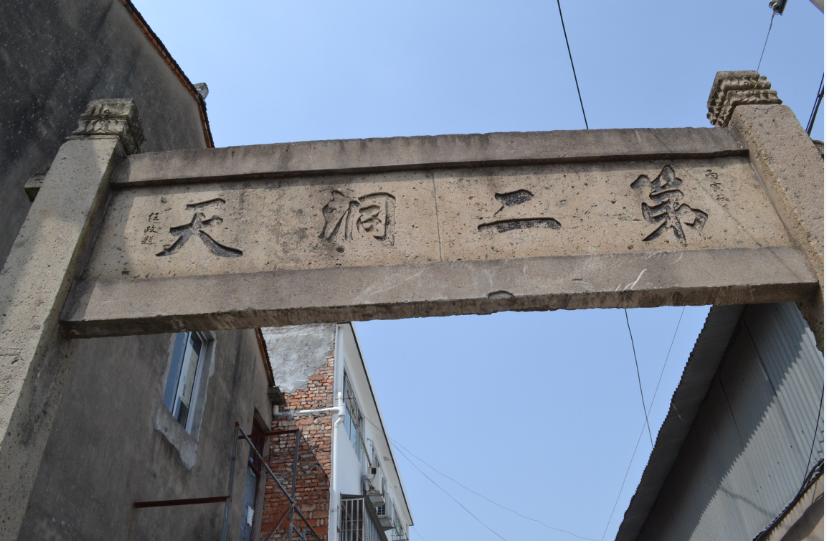
第二洞天的石牌坊